# داندی (تگزاس)
داندی (به انگلیسی: Dundee) یک منطقهٔ مسکونی در ایالات متحده آمریکا است که در شهرستان آرچر، تگزاس واقع شده‌است. داندی ۱۲ نفر جمعیت دارد و ۳۵۱٫۱۳ متر بالاتر از سطح دریا واقع شده‌است.